# Murray (contea di Kings, California)
Murray è una comunità non incorporata degli Stati Uniti d'America situata nella Contea di Kings, nello Stato della California. Si trova a una distanza di circa 14 km a nordest di Avenal.
A Murray fu attivo un ufficio postale dal 1920 al 1929 e dal 1938 al 1944.
La città prese il suo nome da quello di David Murray, un'importante figura nella produzione e lavorazione locale delle olive.